# 跟蹤 (電影)
《跟蹤》是一部香港電影，为编剧游乃海的導演处女作，於2007年6月21日上畫。此片於第10屆上海國際電影節及第三十一屆香港國際電影節中成為開幕電影。

## 故事大綱
「Surveillance 是法文，英文意思係 Eye in the sky，要睇晒所有嘅嘢、要記得晒所有嘅嘢……」，意思指跟蹤和監視，就好像「天上的一雙眼睛」，人所有的一切做業，都由衪看在眼裡，就好像寓意天有眼、天網恢恢、疏而不漏的潛在意義。
香港警隊刑事情報科跟蹤組，俗稱「狗仔隊」，主責以跟蹤及監視，搜集疑犯的犯罪證據，他們各人最大特色就是樣子平凡，即使在人群中擦身而過亦毫不起眼，毫不著跡，有利他們進行跟蹤及監視的工作……
狗仔隊隊長黃文展（綽號「狗頭」，由任達華飾演），帶著新人何家寶（綽號「豬女」，由徐子珊飾演）及其他的隊員，監視一珠寶劫案的疑犯，在抽絲剝繭的過程中，原來案中有案，發覺事件背後有神秘幕後主腦策劃……
案中主腦陳重山（綽號「山哥」，由梁家輝飾演）策劃了多次打劫行動，對警察有著強烈的戒備心，恍似能預知警察的出現，多次令他成功避過警隊的追捕……

## 演員表
| 演員   | 角色   | 暱稱               | 關係                            |
| 任達華 | 黃文展 | 狗頭               | 刑事情報科跟蹤隊警署警長        |
| 徐子珊 | 何家寶 | 豬女               | 刑事情報科跟蹤隊新人            |
| 梁家輝 | 陳重山 | 山哥（Hollow Man） | 珠寶劫匪主腦，18年前殺警逃犯    |
| 邵美琪 | 张督察 | Madam              | 刑事情報科跟蹤隊督察 經常講粗口 |
| 張兆輝 | 陳柱林 | 高級督察           | 刑事情報科B組高級督察           |
| 林雪   | 吳 東  | （Fat Man）        | 珠寶劫匪之一                    |
| 吳廷燁 |        | （Cool Man）       | 珠寶劫匪領隊                    |
| 黎耀祥 |        | 珠寶劫匪           | 珠寶劫匪之一                    |
| 彭敬慈 |        | 珠寶劫匪           | 珠寶劫匪之一                    |
| 羅仲謙 |        | 巡邏警員           | 查陳重山身分證時，被陳重山刺死  |
| 謝雪心 |        | 山哥師母           | 負責將珠寶對兌                  |
| 劉國誠 |        | 山哥師傅           | 剛剛出獄                        |
| 黃素歡 |        |                    | 刑事情報科跟蹤隊聯絡員          |

## 各地電影分級制度
| 國家／地區 | 級別 |
| ---------- | ---- |
| 香港       | IIB  |
| 台灣       | 輔   |
| 新加坡     | PG   |
| 馬來西亞   | U    |

## 獎項
| - 第27屆香港電影金像獎 - 最佳電影提名 - 最佳導演提名：游乃海 - 最佳編劇提名：游乃海、歐健兒 - 最佳男主角提名：任達華 - 最佳女配角提名：邵美琪 - 最佳新演員：徐子珊 - 最佳剪接提名：David Richardson - 最佳新晉導演：游乃海 | - 第44屆金馬獎 - 最佳劇情片提名 - 最佳導演提名：游乃海 - 最佳女配角提名：邵美琪 - 最佳剪輯提名：David Richardson - 最佳原創電影音樂提名：Guy Zerafa - 第十四屆香港電影評論學會大獎 - 最佳電影提名 - 最佳導演提名：游乃海 - 最佳編劇提名：游乃海、歐健兒 - 最佳男演員：梁家輝 - 最佳男演員提名：任達華 - 最佳女演員提名：徐子珊 - 推薦電影 |

## 相關
- ：2013年韓國翻拍電影，由薛耿求、鄭雨盛、韓孝周主演。
- 《捕風追影》：2025年中國內地翻拍電影，由梁家輝飾演原版原型角色；成龍、張子楓主演。

## 外部連結
- 《跟蹤》官方網站
- 《跟蹤》官方網站（繁體中文）
- 《跟蹤》驕陽電影相關網站（繁體中文）
- 香港影庫上《跟蹤》的資料（繁體中文）
- Yahoo奇摩電影上《跟蹤》的資料（繁體中文）
- MSN娛樂上《跟蹤》的資料（繁體中文）

- 開眼電影網上《跟蹤》的資料（繁體中文）
- 豆瓣电影上《跟蹤》的資料 （简体中文）
- 时光网上《跟蹤》的資料（简体中文）
- AllMovie上《跟蹤》的资料（英文）
- 爛番茄上《跟蹤》的資料（英文）
- 互联网电影数据库（IMDb）上《跟蹤》的资料（英文）